# Єльчанінов Анатолій Михайлович
Єльчанінов Анатолій Михайлович (1 квітня 1949, с. Колибельське, Чаплигінського району, Липецької області, нині Російська Федерація — 18 квітня 2008, м. Тернопіль, Україна) — радянський та український борець (греко-римська боротьба), майстер спорту СРСР міжнародного класу (1979).

## Біографія
Народився 1 квітня 1949 року в селі Колибельське Чаплигінського району Липецької області. Після закінчення Колибельської середньої школи проходив службу в армії. Після того одразу поступив в Ожерельєвьський технікум залізничного транспорту, який закінчив в 1973 році. Був направлений на роботу в місто Тернопіль. З 1974 року пішов у секцію з греко-римської боротьби у Тернопільському замку[джерело?].
Після закінчення спортивної кар'єри працював тренером СДЮСШОР (Тернопіль, 1983—1991). В 1983 році поступив та згодом закінчив факультет фізичного виховання Тернопільський інститут народного господарства (1992). З 1991 року займався підприємницькою діяльністю: генеральний директор фірми «Атлант» (Тернопіль), з 2006 — комерційний директор фірми «Діона» (Тернопіль). З 2008 р. — віце-президент Тернопільської федерації греко-римської боротьби.
Помер у Тернополі 18 квітня 2008 року.

## Спортивна кар'єра
З 1965 року займався волейболом[джерело?]. Боротьбою Анатолій Михайлович захопився і почав займатися з 1974 року у спортивному товаристві «Спартак». Тренувався у Володимира Пласконоса. В 1975 році виконав норматив майстра спорта СССР. Виступав у важкій ваговій категорії (до 130 кг). Майстер спорту СРСР міжнародного класу, володар Кубка світу (Норвегія, 1980), чемпіон СРСР (1979), неодноразовий чемпіон УССР (1978—1980), переможець міжнародних турнірів у складі збірної команди СРСР (1979—1982). Володар кубку світу (1981). Закінчив свою спортивну кар'єру у 1982 році. Працював тренером СДЮСШОР (Тернопіль, 1983—1991).

## Особисте життя
Був одружений з Єльчаніновою Валентиною Сергіївною[джерело?]. Старший син Родіон був неодноразовии чемпіоном Тернополя, призером та учасником різноманітних турнірів та змагань в Україні з греко-римської боротьби. Молодший син Анатолій виступав за збірну Тернополя з волейболу. Внук Олександр Родіонович Єльчанінов теж займався боротьбою та брав участь у турнірі пам'яті Анатолія Єльчанінова у Тернополі, в якому виборов призове третє місце.